# Football Club Internazionale 1956-1957
Questa voce raccoglie le informazioni riguardanti il Football Club Internazionale nelle competizioni ufficiali della stagione 1956-1957.

## Stagione
(Ricostruzione, tratta dal libro 3000 goals, dell'esperienza in panchina di Annibale Frossi.)
A compromettere l'esito del campionato 1956-57, dopo un girone d'andata archiviato con 20 punti in classifica, soggiunse una frenata nella fase di ritorno con l'ex calciatore Frossi a rilevare Ferrero in panchina. La parentesi del "dottor Sottile" fu contraddistinta dalle divergenze insorte con Moratti, fatto riconducibile ad un «credo tattico» volto a ricercare nello 0-0 il risultato ideale: col ruolo di tecnico affidato a Meazza per le battute conclusive, l'Inter giunse quinta a pari merito col Bologna.
Sul piano statistico da segnalare in negativo l'assenza di vittorie negli impegni esterni, con appena 9 punti (frutto di altrettanti pareggi) racimolati in trasferta.

## Divise
| 1ª divisa | 2ª divisa |  |

## Organigramma societario
Area direttiva
- Presidente: Angelo Moratti
- Consigliere: Giuseppe Prisco

Area tecnica
- Allenatore: Luigi Ferrero, Annibale Frossi[10], Giuseppe Meazza[11]
- Direttore tecnico: Annibale Frossi[10]

Area sanitaria
- Massaggiatore: Bartolomeo Della Casa

## Rosa
| N. |                   | Ruolo | Calciatore          |
| -- | ----------------- | ----- | ------------------- |
|    | Italia (bandiera) | P     | Enzo Matteucci      |
|    | Italia (bandiera) | P     | Giorgio Ghezzi      |
|    | Italia (bandiera) | D     | Giorgio Bernardin   |
|    | Italia (bandiera) | D     | Giovanni Giacomazzi |
|    | Italia (bandiera) | D     | Guido Vincenzi      |
|    | Italia (bandiera) | D     | Livio Fongaro       |
|    | Italia (bandiera) | D     | Vasco Tagliavini    |
|    | Italia (bandiera) | C     | Enea Masiero        |
|    | Italia (bandiera) | C     | Giovanni Invernizzi |
|    | Svezia (bandiera) | C     | Lennart Skoglund    |
|    | Italia (bandiera) | C     | Enzo Bearzot        |

| N. |                      | Ruolo | Calciatore        |
| -- | -------------------- | ----- | ----------------- |
|    | Italia (bandiera)    | C     | Fulvio Nesti      |
|    | Italia (bandiera)    | C     | Aldo Dorigo       |
|    | Italia (bandiera)    | C     | Mario Mereghetti  |
|    | Italia (bandiera)    | C     | Egisto Pandolfini |
|    | Italia (bandiera)    | C     | Celestino Celio   |
|    | Italia (bandiera)    | A     | Benito Lorenzi    |
|    | Argentina (bandiera) | A     | Oscar Massei      |
|    | Italia (bandiera)    | A     | Cesare Campagnoli |
|    | Svizzera (bandiera)  | A     | Roger Vonlanthen  |
|    | Italia (bandiera)    | A     | Achille Fraschini |
|    | Italia (bandiera)    | A     | Giancarlo Rebizzi |

## Risultati

### Serie A

#### Girone di andata
| Arbitro: | Piemonte (Monfalcone) |

|             |           |  |
| Novelli 48’ | Marcatori |  |

| Arbitro: | Lo Bello (Siracusa) |

|                        |           |  |
| Nesti 17’ Skoglund 87’ | Marcatori |  |

| Arbitro: | Bonetto (Torino) |

|                |           |            |
| Ciccarelli 29’ | Marcatori | 31’ Massei |

| Arbitro: | Moriconi (Roma) |

|           |           |             |
| Luosi 32’ | Marcatori | 77’ Lorenzi |

| Arbitro: | Piemonte (Monfalcone) |

|            |           |                   |
| Dorigo 22’ | Marcatori | 16’ (rig.) Hamrin |

| Arbitro: | Orlandini (Roma) |

|              |           |                |
| Bredesen 16’ | Marcatori | 12’ Pandolfini |

| Arbitro: | Marchese (Napoli) |

|                                           |           |              |
| Pandolfini 30’ Lorenzi 57’ Vonlanthen 70’ | Marcatori | 87’ Aronsson |

| Arbitro: | Lo Bello (Siracusa) |

|            |           |            |
| Ricagni 9’ | Marcatori | 21’ Massei |

| Arbitro: | Liverani (Torino) |

|                                |           |                                |
| Pandolfini 51’ Massei 57’, 77’ | Marcatori | 66’ (rig.) Venturi 82’ Nordahl |

| Arbitro: | Bonetto (Torino) |

|               |           |  |
| Bernardin 81’ | Marcatori |  |

| Genova 16 dicembre 1956 11ª giornata | Genoa            | 0 – 0 | Inter | Stadio Luigi Ferraris\| Arbitro: \| Orlandini (Roma) \| |
| Arbitro:                             | Orlandini (Roma) |       |       |                                                         |

| Arbitro: | Roman |

|                        |           |             |
| Massei 17’ Lorenzi 60’ | Marcatori | 68’ Virgili |

| Arbitro: | Orlandini (Roma) |

|               |           |  |
| Menegotti 19’ | Marcatori |  |

| Arbitro: | Bernardi (Bologna) |

|                   |           |            |
| Vivolo 76’ (rig.) | Marcatori | 69’ Massei |

| Arbitro: | Rigato (Mestre) |

|                           |           |                       |
| Invernizzi 3’ Lorenzi 33’ | Marcatori | 19’ Bassetto 43’ Mion |

| Arbitro: | Grillo (Napoli) |

|                           |           |                                 |
| Campagnoli 29’ Dorigo 45’ | Marcatori | 23’ (aut.) Fongaro 75’ Pascutti |

| Arbitro: | Bonetto (Torino) |

|                      |           |                           |
| Conti 22’ Vicini 74’ | Marcatori | 31’ Vonlanthen 62’ Massei |

#### Girone di ritorno
| Arbitro: | Pieri (Trieste) |

|                          |           |  |
| Pandolfini 9’ Massei 24’ | Marcatori |  |

| Arbitro: | Liverani (Torino) |

|                                           |           |                             |
| Bonistalli 4’ Azzini 43’ (rig.) Golin 76’ | Marcatori | 10’ Skoglund 22’ Campagnoli |

| Arbitro: | Bonetto (Torino) |

|                                       |           |             |
| Lorenzi 7’ Savioni 10’ Pandolfini 48’ | Marcatori | 53’ Moro II |

| Arbitro: | Adami (Roma) |

|           |           |  |
| Massei 6’ | Marcatori |  |

| Arbitro: | Lo Bello (Siracusa) |

|                                                                     |           |                    |
| Colombo 12’ Conti II 64’ Oppezzo 69’ Montico 73’ Robotti 89’ (rig.) | Marcatori | 49’ (rig.) Rebizzi |

| Arbitro: | Seipelt |

|                |           |          |
| Invernizzi 43’ | Marcatori | 23’ Bean |

| Arbitro: | Lo Bello (Siracusa) |

|                   |           |              |
| Lojacono 26’, 28’ | Marcatori | 86’ Skoglund |

| Arbitro: | Jonni (Macerata) |

|                                               |           |  |
| Rimbaldo 5’ (aut.) Vonlanthen 73’ Lorenzi 74’ | Marcatori |  |

| Roma 31 marzo 1957 26ª giornata | Roma   | 0 – 0 | Inter | Stadio Olimpico\| Arbitro: \| Pribyl \| |
| Arbitro:                        | Pribyl |       |       |                                         |

| Arbitro: | Lo Bello (Siracusa) |

|                               |           |                                           |
| Olivieri 37’ (rig.) Szoke 44’ | Marcatori | 28’ (aut.) Ferrario 68’ (rig.) Pandolfini |

| Arbitro: | Moriconi (Genova) |

|                        |           |  |
| Dorigo 43’ Savioni 66’ | Marcatori |  |

| Arbitro: | Orlandini (Roma) |

|                                    |           |                |
| Gratton 39’ Montuori 40’ Prini 77’ | Marcatori | 51’ Vonlanthen |

| Arbitro: | Marangio (Roma) |

|                                              |           |                                           |
| Pandolfini 30’ (rig.) De Giovanni 33’ (aut.) | Marcatori | 42’ Pantaleoni 80’ Lindskog 85’ Fontanesi |

| Arbitro: | Keyner |

|  |           |             |
|  | Marcatori | 55’ Bettini |

| Arbitro: | Rigato (Mestre) |

|                  |           |                     |
| Lenuzza 41’, 43’ | Marcatori | 80’ (rig.) Vincenzi |

| Arbitro: | Adami (Roma) |

|                                      |           |                    |
| Bonafin 16’ Pozzan 38’ Pivatelli 77’ | Marcatori | 5’, 52’ Vonlanthen |

| Arbitro: | De Marchi (Pordenone) |

|                                                           |           |           |
| Lorenzi 6’, 86’ Dorigo 14’, 36’ Massei 22’ Vonlanthen 70’ | Marcatori | 8’ Ronzon |

### Coppa delle Fiere

#### Fase a gironi
| Arbitro: | Gulde |

|                                   |           |  |
| Skoglund 8’, 89’ Lorenzi 43’, 50’ | Marcatori |  |

| Arbitro: | Gardeazábal Garay |

|                |           |             |
| Govan 44’, 53’ | Marcatori | 88’ Lorenzi |

## Statistiche
Statistiche aggiornate al 16 giugno 1957.

### Statistiche di squadra
| Competizione      | Punti | In casa | In casa | In casa | In casa | In casa | In casa | In trasferta | In trasferta | In trasferta | In trasferta | In trasferta | In trasferta | Totale | Totale | Totale | Totale | Totale | Totale | DR |
| Competizione      | Punti | G       | V       | N       | P       | Gf      | Gs      | G            | V            | N            | P            | Gf           | Gs           | G      | V      | N      | P      | Gf     | Gs     | DR |
| ----------------- | ----- | ------- | ------- | ------- | ------- | ------- | ------- | ------------ | ------------ | ------------ | ------------ | ------------ | ------------ | ------ | ------ | ------ | ------ | ------ | ------ | -- |
| Serie A           | 35    | 17      | 11      | 4       | 2       | 36      | 16      | 17           | 0            | 9            | 8            | 17           | 29           | 34     | 11     | 13     | 10     | 53     | 45     | 8  |
| Coppa delle Fiere | -     | 1       | 1       | 0       | 0       | 4       | 0       | 1            | 0            | 0            | 1            | 1            | 2            | 2      | 1      | 0      | 1      | 5      | 2      | 3  |
| Totale            | -     | 18      | 12      | 4       | 2       | 40      | 16      | 18           | 0            | 9            | 9            | 18           | 31           | 36     | 12     | 13     | 11     | 58     | 47     | 11 |

### Statistiche dei giocatori
Fonte:
| Giocatore     | Serie A  | Serie A | Coppa delle Fiere | Coppa delle Fiere | Totale   | Totale |
| Giocatore     | Presenze | Reti    | Presenze          | Reti              | Presenze | Reti   |
| ------------- | -------- | ------- | ----------------- | ----------------- | -------- | ------ |
| E. Bearzot    | 27       | 0       | 1                 | 0                 | 28       | 0      |
| G. Bernardin  | 30       | 1       | 1                 | 0                 | 31       | 1      |
| C. Campagnoli | 5        | 2       | 2                 | 0                 | 7        | 2      |
| A. Dorigo     | 27       | 5       | 2                 | 0                 | 29       | 5      |
| L. Fongaro    | 30       | 0       | 2                 | 0                 | 32       | 0      |
| G. Ghezzi     | 24       | -33     | 1                 | -2                | 25       | -35    |
| G. Giacomazzi | 28       | 0       | 1                 | 0                 | 29       | 0      |
| G. Invernizzi | 21       | 2       | 2                 | 0                 | 23       | 2      |
| B. Lorenzi    | 28       | 8       | 2                 | 3                 | 30       | 11     |
| F. Nesti      | 16       | 1       | 1                 | 0                 | 17       | 1      |
| E. Masiero    | 3        | 0       | 0                 | 0                 | 3        | 0      |
| O. Massei     | 21       | 10      | 0                 | 0                 | 21       | 10     |
| E. Matteucci  | 10       | -12     | 2                 | -0                | 12       | -12    |
| M. Mereghetti | 3        | 0       | 0                 | 0                 | 3        | 0      |
| E. Pandolfini | 28       | 7       | 1                 | 0                 | 29       | 7      |
| G. Rebizzi    | 4        | 1       | 0                 | 0                 | 4        | 1      |
| M. Savioni    | 3        | 2       | 1                 | 0                 | 4        | 2      |
| L. Skoglund   | 31       | 3       | 1                 | 2                 | 32       | 5      |
| G. Vincenzi   | 12       | 1       | 1                 | 0                 | 13       | 1      |
| R. Vonlanthen | 23       | 7       | 2                 | 0                 | 25       | 7      |
| V. Tagliavini | ?        | ?       | 1                 | 0                 | 1+       | 0+     |